# Jan Alam Hassani
Jan Alam Hassani (* 8. August 1956 in Nangarhar) ist ein ehemaliger afghanischer Volleyballspieler. Zehn Jahre war er für die Afghanische Volleyballnationalmannschaft aktiv. Zurzeit ist er Generalsekretär des Afghanischen Olympia-Verbandes und Präsident des Afghanischen Athletik-Verbandes.

## Leben
Er kam am 8. August 1956 in Nangarhar auf die Welt. Seit seiner frühen Jugend interessierte er sich für Sport, insbesondere für Volleyball.

## Bildung
Er beendete die Schule in Afghanistan und bekam  danach von der Punjabi-Universität den Doktortitel in Physical Education. Er machte in Deutschland den Volleyballtrainerschein.

## Belege
1. ↑  Archivierte Kopie (Memento des Originals vom 17. Juni 2010 im Internet Archive)  Info: Der Archivlink wurde automatisch eingesetzt und noch nicht geprüft. Bitte prüfe Original- und Archivlink gemäß Anleitung und entferne dann diesen Hinweis.

| Personendaten    | Personendaten                  |
| ---------------- | ------------------------------ |
| NAME             | Hassani, Jan Alam              |
| KURZBESCHREIBUNG | afghanischer Volleyballspieler |
| GEBURTSDATUM     | 8. August 1956                 |
| GEBURTSORT       | Nangarhar, Afghanistan         |